# Samúel Friðjónsson
Samúel Kári Friðjónsson (ur. 22 lutego 1996 w Reykjanesbær) – islandzki piłkarz występujący na pozycji pomocnika w norweskim klubie Vålerenga IF oraz w reprezentacji Islandii. Wychowanek Keflavík IF, w swojej karierze grał także w Reading.